# Eduard Hartmann
Eduard Hartmann (* 5. června 1965 Skalica, Československo) je bývalý slovenský hokejový brankář.
V letech 1988–1994 působil v HK Dukla Trenčín, kde v sezóně 1993/1994 získal mistrovský titul. Následně působil i v Eisbären Berlín a v brněnské Kometě.

## Reprezentace
Celkový počet odehraných zápasů v reprezentaci: 41.
|                                   | Rok                                    | Celkem | Soupisky                          |
| --------------------------------- | -------------------------------------- | ------ | --------------------------------- |
| Mistrovství světa v ledním hokeji | MS 1996 – 10. místo MS 1997 – 9. místo | 2×     | Soupiska MS 1996 Soupiska MS 1997 |
| Lední hokej na olympijských hrách | ZOH 1994 – 6. místo                    | 1×     | Soupiska ZOH 1994                 |

### Mistrovství světa
- 1990
- 1994

## Současné působení
Po ukončení aktivní kariéry působil v různých funkcích v Dukle Trenčín (trenér juniorského týmu, manažer mládeže), v současnosti (2007) působí jako generální manažer klubu. Pravidelně se objevuje v STV jako televizní spolukomentátor hokejových zápasů.